# Aerologie

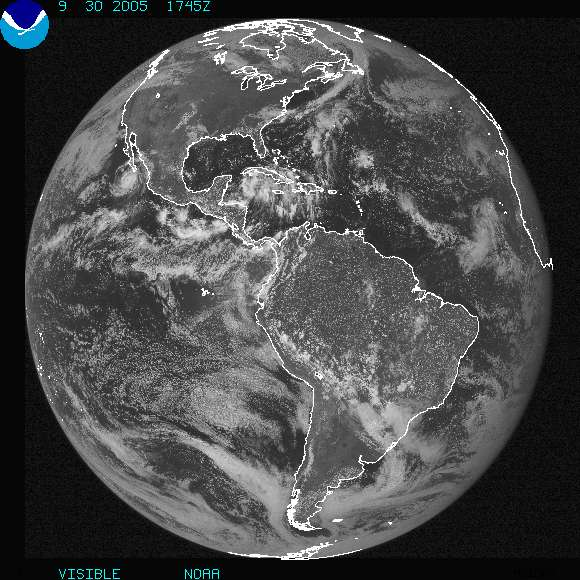
Satellietfoto van aarde

Aerologie is het deel van de meteorologie dat zich bezighoudt met de verschijnselen in de bovenlucht, het bovenste deel van de troposfeer en de stratosfeer. Met 'bovenlucht' wordt gewoonlijk dat deel van de atmosfeer bedoeld dat zich boven het 850 hPa-vlak bevindt. Waarnemingen van de bovenlucht, aerologische waarnemingen, zijn van groot belang om een driedimensionaal beeld te verkrijgen van de atmosfeer en zijn een aanvulling van de waarnemingen op de grond, de synoptische waarnemingen. De omstandigheden in de bovenlucht zijn van grote invloed op het weer aan het aardoppervlak.

## Waarnemingen
Waarnemingen werden aanvankelijk vooral gedaan met radiosondes. Deze weerballonnen worden opgelaten met instrumenten om temperatuur, luchtvochtigheid en luchtdruk te meten van de hogere luchtlagen. Met de rawindsonde kan ook de windsnelheid en windrichting worden vastgesteld. Aanvullend zijn er vliegtuigwaarnemingen in de vorm van een PIREP (PilotReport), AIREP's en data die via het AMDAR-systeem worden verzameld. AMDAR is de belangrijkste gegevensbron over de bovenwinden boven de Atlantische Oceaan. AMDAR levert veel informatie over de wind en temperatuur op verschillende vlieghoogtes, maar nog in beperkte mate over de luchtvochtigheid.
Steeds belangrijker wordt remote sensing. Met behulp van weerradars en weersatellieten kan een beeld worden gevormd van de atmosfeer.

## Weergave
Om de situatie in de bovenlucht weer te geven, wordt gebruikgemaakt van verschillende methodes. Belangrijk is de hoogtekaart, waarbij die van het 500 hPa-vlak het meest wordt gebruikt. Uit het hoogteverval op deze kaarten kan de geostrofische wind worden bepaald.
Op diktekaarten wordt de dikte van een luchtlaag weergegeven. Dit is een maat voor de heersende temperatuur in die laag. Een warme kolom is dikker dan een koude kolom. Bij een groot verval bevindt zich vaak een front.

## Fenomenen
Boven de wrijvingslaag ondervindt de luchtstroming veel minder weerstand, zodat de windsnelheid in het 500 hPa-vlak zo'n tweemaal hoger kan zijn dan die aan het oppervlak. Ook de windrichting wijkt af van die van de grondwind. Een lagedrukgebied is vaak in de bovenlucht niet meer dan een trog, terwijl bij een hogedrukgebied in de bovenlucht niet meer waar is te nemen dan een rug.
Bij het polaire front is een sterke westelijke hoogtestroming, boven de 60 knopen polaire straalstroom genoemd. Aan de begrenzing aan de poolzijde van de Hadleycel zijn de subtropische straalstromen te vinden. In de westelijke stroming zijn verder meerdere Rossby-golven te vinden. Deze en kleinere golven zijn een belangrijke factor in de sturing van de druksystemen aan het aardoppervlak.